# Iris polystictica polystictica
Iris polystictica polystictica es una subespecie de mantis de la familia Tarachodidae.

## Distribución geográfica
Se encuentra en Afganistán, China, Irán,  Transcaucasia, Tayikistán, Turkmenistán y  Turquestán.